# Myriocarpa
Myriocarpa es un género botánico con 24 especies de arbustos perteneciente a la familia Urticaceae. Son arbustos o pequeños árboles nativos de Sudamérica.

## Descripción
Son arbustos a árboles de tamaño mediano, sin tricomas urticantes; plantas dioicas o raramente monoicas. Las hojas están dispuestas de forma alterna, el margen dentado a entero, con cistolitos lineares generalmente visibles en la haz, nervadura pinnada o subtrinervia; las estípulas intrapeciolares completamente connadas, generalmente envolviendo el brote apical. Las inflorescencias generalmente unisexuales, paniculadas o espigas muy largas desde una base ramificada; las flores masculinas con perianto 4-partido; flores femeninas sin perianto pero abrazadas por 2 bractéolas pequeñas en la base, estigma oblongo a linear, densamente papiloso. El fruto es un aquenio aplanado, con bractéolas, estilo y estigma generalmente persistentes.

## Especies seleccionadas
- Myriocarpa bifurca
- Myriocarpa brachystachys
- Myriocarpa colipensis
- Myriocarpa cordifolia
- Myriocarpa densiflora